# Demirkazık
Demirkazık ist ein Dorf (Köy) im Landkreis Mazgirt der türkischen Provinz Tunceli. Im Jahr 2011 lebten in Demirkazık 9 Menschen.